# دنیلا وستبروک
دنیلا وستبروک (زاده ۵ نوامبر ۱۹۷۳) بازیگر و شخصیت تلویزیونی انگلیسی است. وستبروک در والتامستو لندن به دنیا آمد و در لاوتون، اسکس بزرگ شد. پدرش اندی راننده تاکسی و بعداً پیمانکار فرش بود، در حالی که مادرش سو، یک دستیار مغازه بود